# Севастопольський вальс (оперета)
«Севастопольський вальс» (рос. Севастопольский вальс) — героїко-романтична оперета, яку написав у 1961 р. композитор Костянтин Лістов. Автори лібрето: Олена Гальперіна та Юлій Анненков. Лейтмотивом оперети є мелодія «Севастопольського вальсу», яка була написана в 1955 р.

## Історія
Композитор Костянтин Листов згадував: «Я написав багато пісень про море і моряках, і коли мої співавтори запропонували написати музичну комедію про севастопольців, я з радістю погодився, тому що в цій, близько знайомій мені темі поєднуються героїка і лірика, романтика і юмор». Оперета була закінчена весною 1961 року. Лібретист Олена Гальперіна високо оцінила широту та емоційність музичного матеріалу та правдивість характерів, створених у музиці.
Першими оперету поставив Волгоградський театр музичної комедії (режиссер Ю. Генін), Воронезький музичний театр і Московська оперета в 1961 році. Оперета мала величезний успіх у глядачів і швидко розійшлася по багатьом містам і театрам СРСР. Оперета була переведена на польську, болгарську та чеську мови, а також була поставлена одна з аматорських театрів Франції.

## Основні дійові особи
| Персонаж                                   | Голоси  |
| ------------------------------------------ | ------- |
| Дмитро Аверін (рос. Дмитрий Аверин)        | баритон |
| Любаша Толмачьова (рос. Любаша Толмачёва)  | сопрано |
| Ніна Бірюзова (рос. Нина Бирюзова)         | сопрано |
| Генка Безсмертний (рос. Генка Бессмертный) | тенор   |
| Рахмет                                     | тенор   |
| Тітка Діна (рос. Тётя Дина)                | сопрано |

## Сюжет
Перша дія. 1942 рік. Рота морських піхотинців обороняє Інкерманські висоти поблизу Севастополя. Командир роти, лейтенант Дмитро Аверін, згадує кохану дружину Ніну, від якої три місяці не було листів. До матросів проривається транспортний корабель, привозить пошту і з нею довгоочікуваний лист Аверіну від дружини. Ніна повідомляє, що вирішила пов'язати свою долю з іншою людиною. Щоб не засмучувати друзів перед боєм, Аверін каже їм, що все гаразд, дружина любить і чекає. Починається бій за Інкерман, останній рубіж оборони Севастополя. Медсестра Любаша, таємно закохана в Аверіна, відмовляється йти з передової, але Аверін відсилає її в тил.
Друга дія. Перші повоєнні роки, весна на Приморському бульварі Севастополя. З'являється Любаша, оточена групою молодих лейтенантів, які навперебій залицяються до дівчини, запрошуючи її на бал до Будинку офіцерів флоту. Любаша жартівливо обробляється від кавалерів, а потім і від колишнього однополчанина Генки Безсмертного. Бульваром проходить Ніна, молода співачка з Ленінграда, колишня дружина Аверіна. Тепер вона дуже шкодує, що припустилася фатальної помилки і розлучилася з Аверіним.
Любаша знає, що Аверін зараз служить на Балтиці, але зненацька він постає перед нею — виявляється, його перевели знову до Чорноморського флоту. Дмитро нагадує Любаші дану їм колись жартома обіцянку запросити дівчину на мирний севастопольський вальс. Любаша тікає щаслива. Схвильований Аверін висловлює свої почуття в арії, яка закінчується «Севастопольським вальсом». Знову з'являється Ніна, Дмитро вдає, що вони незнайомі.
Святковий вечір у Будинку офіцерів флоту. Знову звучить музика «Севастопольського вальсу». Ніна підходить до Аверіна, і йому доводиться запросити її на танець, а не Любашу. Засмучену Любашу заспокоює однополчанин Рахмет. На спроби Ніни відновити колишні стосунки Аверін відповідає, що не прощає зради. Коли Безсмертний проголошує тост за любов, роздратований Аверін робить гірке зауваження про жінок, які всі як одна шукають спокійного життя і ховаються від небезпек і тривог. Ці жорстокі й несправедливі слова викликають різку відповідь у Любаші, яка їх чула. Вона співає про дівчат-бійців, які вміли воювати та любити.
Третя дія. Рахмет вирішує допомогти Любаші та Дмитру та влаштовує їхню зустріч. Аверін вибачається за свої грубі та злі слова про жінок. Розмову перериває Безсмертний, котрий прибув до командира з дорученням від «ленінградської співачки». Аверін йде, пояснюється з Ніною і прощається назавжди. Після цього Дмитро повертається до Любаші, і також назавжди.

## Основні музикальні номери
1. Увертюра
2. Хор — Стоїть Севастополь, наше місто-герой
3. Севастопольський вальс
4. Пісня Гени (Ой, зелені дубочки)
5. Дует-спогад Аверіна та Ніни (Не забудь)
6. Пісня Аверіна з хором (Морський наш уславлений прапор)
7. Пісня Любаші (Мені сонце сміялося)
8. Марш (Поцілунок моряка)
9. Дует Любаші та Гени
10. Арія Ніни (Про минуле щастя не сумуй)
11. Дует Любаші та Аверіна
12. Арія Аверіна та «Севастопольський вальс»
13. Квартет Любаші та моряків
14. Пісня Рахмета
15. Український танець
16. Пісня Ніни (Жив-був моряк)
17. Пісня Любаші (Дівчата-бійці)
18. Пісенька-считалка Зіночки
19. Фінал

## Постановки
У грудні 1961 р. оперету поставили дипломним спектаклем в Державному інституті театрального мистецтва в Москві. Роль Любаші Толмачьової за сумісництвом отримала майбутня заслужена артистка РРФСР Нафісет Айтекова-Жане, для якої вона стала початком акторської кар'єри.
У 1969 році з'явився фільм-вистава «Севастопольський вальс» режисерів Олександра Закса та Анни Гедройц, знята на основі постановки Московського театру оперети.
У 1975 році було створено радіомонтаж оперети, в якому брали участь артисти Московського театру оперети:
- Любаша — Тетяна Шмига
- Аверін — Юрій Богданов
- Ніна — Тетяна Саніна
- Гена — Анатолій Піневич
- Рахмет — Василь Алчевський
- Діна — Валентина Марон

Цей запис був випущений фірмою «Мелодія» в альбомі із двох платівок, СТЕРЕО 33 С 60-05715-18.
У 1985 році Московська оперета знову поставила «Севастопольський вальс» у 2-х діях. Спектакль йшов до травня 1991 року.
У 2010 році, в канун 65-річчя Перемоги, спектакль поставили в Санкт-Петербурзі, де він пройшов 400 разів, у Воронежі та інших містах Росії.